# バンガロール爆薬筒

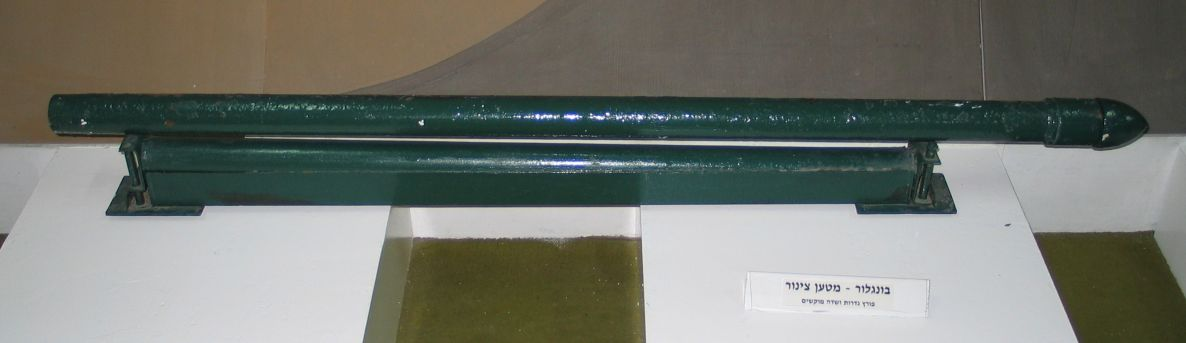
バンガロール爆薬筒（イスラエル、Batey ha-Osef博物館の展示品）

バンガロール爆薬筒（バンガロールばくやくとう、英: Bangalore torpedo）は、戦場において地雷や鉄条網などの障害物を爆破撤去するための工兵用装備である。

## 概要
1912年に原型がイギリス軍工兵により発明され、21世紀の現代でも改良されながら使用されている。
1つ1つは1-2m程度の細長い筒状の爆薬筒で、これを連結することで長く伸ばして使用される。敵の砲火に曝されるために容易に近づけない障害物を爆薬による強力な爆発力によって破砕・無力化して味方兵力の進行路を啓開するために使用される。
英語では、口語で"Bangalore mine"（バンガロール地雷）、または単に"Bangalore"と呼ばれることもある。自衛隊においては「バンガロー」と通称されているが、これは、"Bangalore"が日本人にはこのように聞こえるためであると言われる。日本陸軍では、破壊筒と呼ばれていた。

## 歴史
バンガロール爆薬筒は1912年、バンガロール駐留イギリス陸軍のマックリントック大尉（Cpt. McClintock）によって考案された。彼は、ボーア戦争および日露戦争の地雷処理を行っていた。バンガロール爆薬筒は、工兵が接近することなく3m以上離れた位置から地雷を爆破処理することを可能とした。
第一次世界大戦中、バンガロール爆薬筒は、主に突撃前に鉄条網の有刺鉄線を除去するために使用された。これは、敵の銃火に晒されていても、塹壕などの保護された位置から使うことができた。爆薬筒は5フィート（約1.5m）の長さに標準化され、必要に応じてねじ込み連結することにより、1本の長い爆薬筒として使うことができる。先頭に使われる爆薬筒は滑らかな先端形状をしており、地上で障害物に支障を来すことなく繰り出すことができる。終端の爆薬筒の末尾に信管を差し込み、導火線に点火してから障害に向けて押し込む。発破により、爆薬筒の長さで幅約1.5mの範囲の危険物を爆破処理することができる。

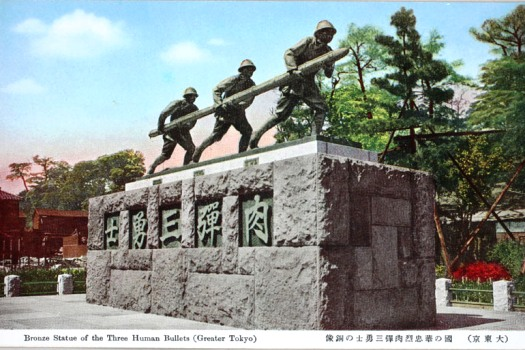
（大東京）國の華忠烈肉彈三勇士の銅像（青松寺）

日本陸軍にも工兵器材として導入され、破壊筒と呼ばれた。1932年の第一次上海事変においては、爆弾三勇士の逸話を生むことにもなった。この上海事変時に使用された爆薬筒は、竹筒を使い現地で製造したものと言われる。この戦訓から、後に羽付き破壊筒を投射するための九八式五糎投擲機が開発されている。
第二次世界大戦においては、アメリカ陸軍によってM1A1 バンガロール爆薬筒（M1A1 Bangalore Torpedo）として制式採用された。これは、アメリカ軍および連合軍により広範に利用され、特にノルマンディー上陸作戦においては重用された。
21世紀の現在においても、M1A2 バンガロール爆薬筒として使われ続けている。鉄条網よりも高張力ワイヤーによる障害が多いため、鉄条網の爆破処理には使われず、もっぱら地雷または他の爆薬（不発弾など）を処理するために使われている。第二次大戦時に比べれば軽量化され、素早く使えるように改良されているが、先進国の軍隊では、戦闘工兵が敵砲火の下でバンガロール爆薬筒を扱うような危険な作業を行うことはあまり考えられず、ロケット推進の対人障害爆破処理システムやイギリス軍のジャイアント・バイパーのような大掛かりな自動化装置が用いられる。
自衛隊での訓練では、主に竹でできた筒をOD色に塗り、それを携行する例もある。主に施設大隊（中隊）や普通科の施設作業小隊などが運用する。

## 関連した兵器
直接に爆薬を設置するよりは安全とはいえ、やはり敵前での爆薬筒の設置は危険の高い任務であった。そのため、かかる危険を軽減するための兵器開発を行った国もある。日本陸軍では、工兵が着用する「銃鎧」と呼ばれる一種のボディーアーマーのほか、遠隔操作により爆薬筒の設置を行える九七式小作業機（別名、い号兵器）や、爆薬筒を投射可能な迫撃砲である九八式五糎投擲機などを開発した。

## バンガロール・ブレード

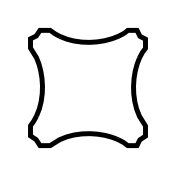
バンガロール・ブレードの断面

現代のバンガロール爆薬筒として、「バンガロール・ブレード」が開発されている。これは、断面形状が少し特異な形をしたアルミの角筒に爆薬が詰められており、爆発時に成形炸薬弾のモンロー/ノイマン効果を発揮して、角筒の各面方向に線状の金属ジェットを作り出すことで有刺ワイヤーを切断するものである。
従来のバンガロール爆薬筒は主に爆風だけで有刺鉄線を切断していたため、現代のテープ状で延性がありながら強靭な鋼鉄製の有刺ワイヤーは上手く切断できなかったが、バンガロール・ブレードではまずワイヤーを金属ジェットで切断し、爆風で左右へ吹き飛ばすことができるため、2m程の棒1本で簡単に車両程度の幅の啓開が行える。なお、この兵器の使用は敵砲火の下ではなく、特殊部隊が敵基地などを急襲する場合を想定している。

## 登場作品

### 映画
『最前線物語』
『史上最大の作戦』
『プライベート・ライアン』
物語序盤、ノルマンディー上陸作戦時のオマハビーチで、工兵や主人公たち歩兵（レンジャー）がドイツ軍の鉄条網を破壊するため使用する。

### ゲーム
『メダル・オブ・オナー アライドアサルト』
『コール オブ デューティ ワールドウォーII』
『バトルフィールドⅤ』
　データとして内在するが、実際のゲームで未公開